# Parafia Matki Bożej Fatimskiej w Warszawie
Parafia Matki Bożej Fatimskiej w Warszawie – parafia rzymskokatolicka należąca do dekanatu ursuskiego, archidiecezji warszawskiej, metropolii warszawskiej Kościoła katolickiego, na osiedlu Niedźwiadek w Warszawie.

## Kalendarium
- 14 września 1982 r. – ks. Roch Walczak uzyskał lokalizację i pozwolenie na budowę kościoła i plebanii
- 25 grudnia 1982 r. – pierwsza msza św. w kaplicy (pasterka)
- 13 maja 1983 r. – prymas Polski, arcybiskup Gniezna i Warszawy kard. Józef Glemp dokonał poświęcenia placu pod budowę kościoła
- 30 lipca 1984 r. – rozpoczęto wykopy pod budowę kościoła
- 25 marca 1985 r. – prymas Polski kard. Józef Glemp eryguje parafię Matki Bożej Fatimskiej
- 13 maja 1985 r. – prymas Polski wmurował akt erekcyjny i kamień węgielny w mury kościoła
- 13 maja 1991 r. – ks. bp Władysław Miziołek poświęcił dolny kościół
- 9 czerwca 1991 r. – papież Jan Paweł II podczas swojej czwartej pielgrzymki do ojczyzny poświęcił Figurę Matki Bożej Fatimskiej
- 13 września 1991 r. – bp Zbigniew Kraszewski poświęcił górny kościół
- 5 października 1997 r. – kard. Józef Glemp konsekrował kościół
- 2000 r. – kościół został wybrany Świątynią Odpustu Jubileuszowego
- 13 maja 2006 r. – kard. Józef Glemp eryguje Sanktuarium Maryjne w Warszawie na Niedźwiadku